# Le Gendarme de Saint-Tropez

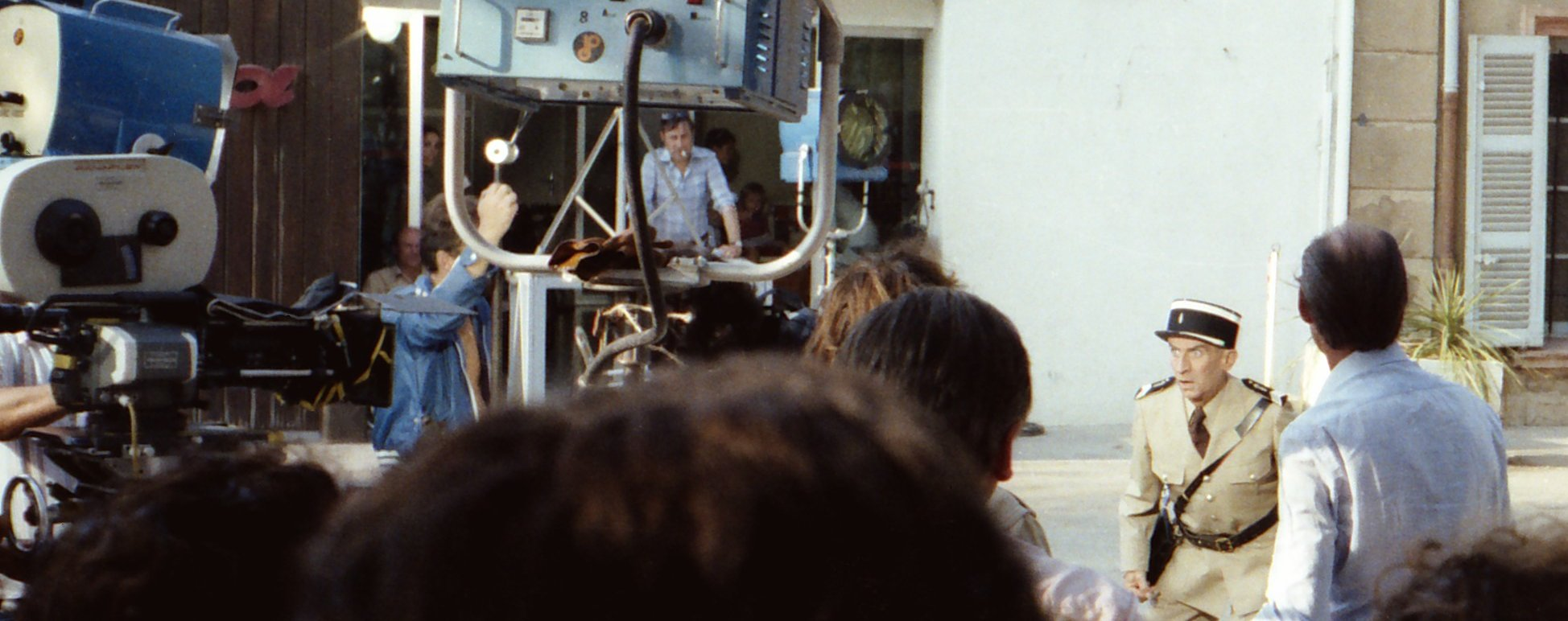

Le Gendarme de Saint-Tropez는 Jean Girault가 감독한 프랑스 영화이다. 1964년에 공개되었다.

## 출연
- 루이 드 퓌네스 (Louis de Funès)